# Мушкетове
Мушке́тове — вантажно-пасажирська залізнична станція Донецької дирекції Донецької залізниці. Розташована у колишньому селі Мушкетове, неподалік від Богодухівської балки в Будьоннівському районі Донецька, Донецька область, на лінії Ясинувата-Пасажирська — Ларине між станціями Донецьк II (4 км) та Чумакове (4 км). Є тупиково-вузловим пунктом, по якому змінюють напрям руху потяги приміського сполучення Ясинувата - Іловайськ - Макіївка-Вантажна.

## Історія
Залізницю Ясинувата - Богодухівка (Гласна), на якій згодом виникла станція Мушкетове, стала до ладу в 1888 році. Навантажувальний пункт на місці сучасної станції Мушкетове було відкрито в січні 1890 року. У 1892 році з'являються свідчення про вантажну роботу станції як окремої одиниці Катерининської залізниці (до того працювала як під'їзна колія станції Ясинувата), а також про прибуття на станцію військового ешелону для придушення хвилювань у містечку Юзівка (Донецьк). Офіційно станцію відкрито у грудні 1893 року.
Досить довгий час походження назви станції пов'язували із ім'ям видатного вченого в галузі геології І.Мушкетова. Однак останні дослідження довели: землями в районі станції володіли поміщики роду Мушкетових, на честь яких і було названо станцію. Існують також станції з найменуванням Мушкетове на промислових гілках сучасних міст Донецьк і Макіївка:
- станція Мушкетове Донецького металургійного заводу (між станцією Мушкетове УЗ і станцією Сталь Донецького металургійного заводу);
- станція Мушкетове Макіївського металургійного комбінату (промислова гілка Ясинувата - Калинова - Харцизьк, між станціями Чайкине і Мишине Макіївського металургійного комбінату, - теж названа на честь землевласників Мушкетових).

Станція Мушкетове була транзитною для ділянки Ясинувата - Караванна, а також розпорядчою з постачання порожняком і вивезення вантажів для станцій Ларине, Широкий, Чумакове, Щиглівка, Кальміус. В дореволюційні та радянські часи до 90-95 % вантажообігу станції займало місцеве відправлення вугілля й коксу, якого відправлялося до 50 млн. пудів (понад 800 тис. т) на рік. Станцію було з'єднано промисловою під'їзною колією з металургійним заводом Джона Юза (Донецьким металурнійним заводом). Окрім вугілля, станція в різні роки відправляла в незначних кількостях пшеницю, жито, борошно, овес, ячмінь, сіль, гас, дрова, ліс, а також приймала пшеницю, жито, борошно, овес, ячмінь, сіль, нафту, гас, вугілля, дрова, ліс. Станом на 1901 рік, при станції Мушкетове числилися наступні вугільні копальні та рудники: Богообітована копальня анонімного товариства Прохорівських кам'яновугільних копалень, Кальміусо-Богодухівський рудник Олексіївського гірничопромислового товариства, Макар'ївська копальня анонімного товариства Риковських кам'яновугільних копалень, Чулківська копальня Рутченківського гірничопромислового товариства, копальня товариства "Руський Провиданс", копальні інших власників (Синаревський, Черних, Корець, Жилип, Степанков). Перші чотири вищеперелічені копальні мали власні під'їзні колії до станції Мушкетове.
З 1894 року по станції Мушкетове існував пасажирський рух, який переривався на відносно нетривалий період у воєнний час і внаслідок економічної кризи. До початку XX століття поїзди пасажирського сполучення (поштові, пасажирські, товаро-пасажирські, змішані) курсували до станції Ясинувата, з початку XX століття - до Оленівки, Караванної. Використовувалися вагони безпересадочного сполучення до Дебальцевого, Костянтинівки, Слов'янська, Харкова. До складу таких потягів входили 4-6 двоосних пасажирських вагонів II і III класів, поштовий і багажний вагони.
З 1922 року відкрито пряме сполучення від станції Мушкетове на Іловайськ, пізніше - на Макіївку-Вантажну. У другій половині 50-х років дані потяги було переведено до категорії приміських, а в 60-х роках розпочато курсування на приміських маршрутах дизель-потягів Іловайського депо. Епізодично рухомий склад ПЧ Мушкетове використовувався на інших приміських напрямках: учнівські потяги Доля - Караванна (автомотриса), приміські потяги Менчугове - Новий Світ (пасажирський вагон із засиланням на станцію Менчугове). Влітку 1996 року станцію Мушкетове прослідували приміські дизель-потяги Іловайськ — Донецьк II — Макіївка-Вантажна, Іловайськ — Ясинувата — Макіївка-Вантажна, Іловайськ — Ясинувата — Доля — Макіївка-Вантажна, Іловайськ — Ясинувата — Красноармійськ (Покровськ) — Іловайськ, Ясинувата — Макіївка-Вантажна — Донецьк ІІ — Іловайськ, Ясинувата — Іловайськ (двічі на день), Іловайськ — Донецьк ІІ — Іловайськ, Іловайськ — Мушкетове — Доля, Іловайськ — Ясинувата — Цукуриха.
До початку XXI століття по станції Мушкетове примикали промислові під'їзні колії Пролетарського навантажувально-транспортного управління, якими через станції Гласна, Пролетарська можна було потрапити до станції Чумакове (оснвоний варіант потрапляння на Чумакове - через з.п. Заперевальний, колія загального користування). З 2005 року ділянку промислової колії від Гласної до Пролетарської демонтували, а Гласну віднесли до категорії під'їзних колій станції Мушкетове.

Див. також: Богодухівська залізнична гілка.

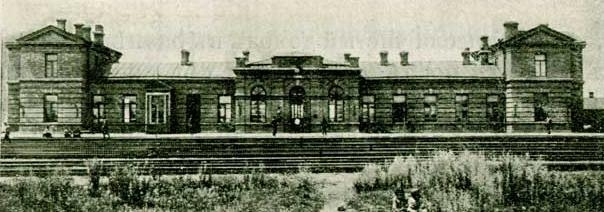
Перон і пасажирська будівля станції Мушкетове

Через військову агресію Росії на сході Україні транспортне сполучення припинене, водночас Яндекс.Розклади вказує на наявність пасажирських перевезень.

## Сполучення
Північний напрямок: Донецьк II, Чумакове, Донецьк-Південний (під'їзна колія, частково розібрана); південний напрямок: Гласна (під'їзна колія). Вокзал, крім усього іншого, містить товарну контору й зал очікування, у якому можна придбати квитки й на поїзди далекого прямування.
Приміські поїзди: 1 на Макіївку-Вантажну, 4 на Іловайськ, 2 на Ясинувату.
Від станції Мушкетове до центру міста Донецьк курсує міський трамвай № 10.